# La Vida... Es Un Ratico
La Vida... es un Ratico é o quarto álbum de estúdio gravado pelo cantor e compositor colombiano Juanes, lançado pela Universal Music Latino em 23 de outubro de 2007.
Nos Estados Unidos, o álbum estreou na 13ª posição na parada de álbuns Billboard 200, vendendo cerca de 47 mil cópias na primeira semana. O primeiro single "Me Enamora" foi lançado em 3 de setembro de 2007 e alcançou o primeiro lugar em 19 países. O segundo single lançado foi "Gotas de Agua Dulce".
La Vida... es un Ratico foi premiado com o Grammy Latino de Álbum do Ano e Melhor Álbum Vocal Pop Masculino; e "Me Enamora" recebeu três prêmios de Gravação do Ano, Canção do Ano e Melhor Vídeo Musical em Formato Curto. No 51º Grammy Awards, o álbum ganhou o Prêmio de Melhor Álbum Pop Latino.
Foi relançado em 15 de setembro de 2008, com três músicas inéditas e oito faixas gravadas ao vivo em sua turnê pelos Estados Unidos e Europa.

## Faixas
Edição Padrão
1. "No Creo en el Jamás" – 3:32
2. "Clase de Amor" – 3:53
3. "Me Enamora" – 3:14
4. "Hoy Me Voy" – 3:23
5. "La Vida es un Ratico" – 4:05
6. "Gotas de Agua Dulce" – 3:11
7. "La Mejor Parte de Mí" – 3:42
8. "Minas Piedras" – 4:05
9. "Tú y Yo" – 4:26
10. "Báilala" – 3:31
11. "Difícil" – 4:01
12. "Tres" – 3:25
13. "Bandera de Manos" – 4:06

Faixas bônus 

14. "Bandera de Manos"
15. "La Camisa Negra" (edição australiana)
16. "Falsas Palabras" (Pré-venda iTunes)
17. "Dove Le Pietre Sono Mine (Minas Piedras)" (Part. Negrita) Relançamento italiano
18. "Me Enamora" (Full Phatt Remix) Relançamento no Japão
19. "Tres" (Full Phatt Remix) Relançamento no Japão